# Transparent lederskab
 Denne artikel bør gennemlæses af en person med fagkendskab for at sikre den faglige korrekthed.

Transparent lederskab eller gennemsigtigt lederskab er en ledelsesmetode, der er baseret på gennemsigtighed i en politisk, offentlig eller privat administration. Som navnet siger bygger lederskabet på gennemskuelighed, åbenhed, medbestemmelse og samarbejde mellem ledelsen og de ansatte. Gennemsigtighed i en organisation formodes at der skabe bedre resultater og relationer ved klarlæggelse af ledelsens intentioner og motiver.
Gennemskuelighed er i denne sammenhæng det samme som åbenhed om hensigten bag givne udsagn og handlinger. Derved er alle parter orienteret om det ræsonnement og den hensigt, der ligger bag udsagn, spørgsmål og handlinger. Med åbenhed forstås viljen til at dele alle relevante oplysninger på en måde, der er forståelig. 